# Море Изобилия
Мо́ре Изоби́лия (лат. Mare Fecunditatis) — лунное море в восточной части видимой стороны Луны. 

## Описание
Бассейн моря сформировался в донектарский период и окружен образованиями, сформировавшимися в нектарский период. Море было затоплено лавой в позднеимбрийский период; толщина лавового слоя относительно невелика по сравнению с Морем Кризисов и Морем Спокойствия. Бассейн моря перекрывается с бассейнами морей Нектара, Спокойствия и Кризисов. В западной части моря, где происходит перекрытие бассейнов морей Изобилия и Нектара, расположено множество грабенов.
На восточной стороне моря расположен кратер Лангрен. Около центральной части моря расположены кратеры Мессье A и B.

## Исследование
В Море Изобилия советский зонд «Луна-16» в 1970 году взял пробу лунного грунта и доставил её обратно на Землю.